# Lotte Rod
Lotte Rod, née le 10 juin 1985 à Aarhus (Danemark), est une femme politique danoise, membre du Parti social-libéral.

## Biographie
Lotte Rod fait l'essentiel de sa scolarité dans une école privée bilingue en danois et en allemand à Aabenraa, avant de passer une année au lycée Gustave Courbet à Belfort. Elle suit à partir de 2007 des études en sciences politiques à l'université de Copenhague, dont elle est diplômée en 2012.
Engagée au sein du Parti social-libéral, elle est candidate aux élections législatives de 2007, mais ne parvient pas à remporter de siège au Folketing et devient première suppléante pour son parti dans sa circonscription. Elle figure également en troisième position sur la liste sociale-libérale aux élections européennes de 2009, année où le parti ne remporte aucun siège au Parlement européen.
Elle est finalement élue députée au Folketing lors des élections législatives de 2011. Lors de son premier mandat, elle devient la porte-parole de son groupe sur les questions d'enfance et d'éducation, et est vice-présidente de la commission parlementaire traitant de ces sujets. Elle est ensuite réélue pour un second mandat lors des élections de 2015.
En juillet 2017, alors qu'elle est la porte-parole politique par intérim de son groupe, elle annonce son soutien à une proposition de loi du Parti populaire danois visant à interdire de la burqa. Le lendemain, sa position est désavouée par le Parti social-libéral.
Elle est réélue pour un troisième mandat lors des élections législatives de 2019.
Le 16 septembre 2020, elle révèle avoir été victime de harcèlement sexuel à plusieurs reprises durant sa carrière politique à partir de son engagement dans le mouvement de jeunesse du Parti social-libéral.  Le 7 octobre, le chef du parti Morten Østergaard admet publiquement avoir été un des auteurs de ce harcèlement dix ans auparavant et démissionne de son rôle, bien que Lotte Rod ait confirmé avoir accepté ses excuses auparavant. Lors du vote du groupe parlementaire visant à désigner le nouveau leader du mouvement, elle soutient la candidature malheureuse de Martin Lidegaard.
Elle remporte un quatrième mandat au Folketing lors des élections législatives anticipées de novembre 2022, alors que le Parti social-libéral obtient son pire score depuis les élections de 1990. Le groupe parlementaire ne comptant alors plus que quelques membres, elle en devient la porte-parole sur de nombreux sujets, comme le logement, les affaires sociales ou les personnes âgées, en plus de son rôle historique sur les questions d'enfance et d'éducation.